# De obitu Willelmi
Il De obitu Willelmi ("Sulla morte del re Guglielmo") è un breve testo latino contenuto in un esemplare delle Gesta Normannorum Ducum di Guglielmo di Jumièges, sebbene ne sia del tutto indipendente. 
Sopravvissuto integralmente in una sola copia, il manoscritto descrive la morte di Guglielmo il Conquistatore, re d'Inghilterra e duca di Normandia, con una forte influenza della tradizione cronachistica, in particolare riferendosi alla Vita di Carlo Magno di Eginardo e alla Vita di Ludovico imperatore del cosiddetto Astronomo. 
Secondo la storica Katherine Lack, il testo potrebbe essere stato scritto per delegittimare uno dei figli di Guglielmo, Roberto Cosciacorta, futuro duca di Normandia. In particolare, brani della Vita di Ludovico furono utilizzati per sottolineare l'inadeguatezza del duca Roberto al governo. È probabile che il manoscritto sia stato composto e impiegato come propaganda contro Roberto durante la Ribellione del 1088, avvenuta dopo che suo fratello Guglielmo il Rosso era già salito al trono d'Inghilterra. La produzione del manoscritto sarebbe legata al medico di Guglielmo I, Giovanni di Tours, che proprio nel 1088 fu nominato vescovo di Wells da Guglielmo II.
Il manoscritto è attribuito anche ad un anonimo monaco di Caen, il luogo in cui Guglielmo fu sepolto.